# Качурка гавайська
Качурка гавайська (Oceanodroma tristrami) — вид морських буревісникоподібних птахів родини качуркових (Hydrobatidae).

## Назва
Вид названо на честь англійського орнітолога Генрі Бейкера Трістрама.

## Поширення
Вид поширений на півночі Тихого океану. Гніздиться на Підвітряних Гавайських островах та декількох дрібних японських островах з архіпелагів Оґасавара та Ідзу. На Гаваях колонії знаходяться на островах Ніхоа (2000-3000 пар), Некер, Френч-Фрігейт-Шолс (макс. 280 пар), Лайсан (500—2500 пар), рифах Перл і Гермес (1000—2000 пар), а також на атолах Мідвей, Лисянського та Куре. Колонія на японському острові Торісіма вимерла після Другої світової війни.

## Опис
Дрібний птах завдовжки до 24 см, розмах крил 56 см. Оперення темно-коричневого забарвлення, лише крижі білі та сірі криючі крил.

## Спосіб життя
Це суто морські птахи, виходять на берег лише для відкладення яєць та виховання пташенят. Живляться планктонними ракоподібними та дрібною рибою. Гніздяться колоніями на важкодоступних скелястих острівцях. Гніздо облаштовують в ущелинах. Відкладають одне яйце.